# 박정화 (법조인)
박정화(朴貞杹, 1965년 10월 3일~)는 대한민국의 대법관이다. 본관은 무안이며, 전라남도 해남군 출생이다.

## 학력
- 광주중앙여자고등학교 졸업
- 고려대학교 졸업

## 경력
- 1988년 제30회 사법시험 합격
- 1991년 제20기 사법연수원 수료
- 1991년 서울지방법원 북부지원 판사
- 1993년 서울민사지방법원 판사
- 1995년 대구지방법원 판사
- 1998년 서울지방법원 판사
- 2000년 서울가정법원 판사
- 2002년 서울고등법원 판사
- 2003년 대법원 재판연구관
- 2006년 대전지방법원 부장판사
- 2008년 사법연수원 교수
- 2010년 서울행정법원 부장 판사
- 2013년 2월 광주고등법원 부장판사
- 2014년 서울고등법원 부장판사
- 2017년 7월 19일~2023년 7월 18일 대법원 대법관
- 2023년 9월~ 고려대학교 법학전문대학원 석좌교수